# Apache Harmony
Il progetto Apache Harmony è la Java Standard Edition della fondazione Apache. Lo scopo del progetto è la realizzazione di una piattaforma Java Open Source, modulare (virtual machine e class library) sotto Apache License 2.0 sviluppata dalla community.
Il progetto è stato dismesso nel novembre 2011.